# Montagne del Morrone
Le montagne del Morrone sono un gruppo montuoso dell'Appennino abruzzese che sovrasta la città di Sulmona.
L'intero gruppo montuoso, noto anche come massiccio del Morrone, si trova racchiuso tra la Valle Peligna a ovest, il fiume Aterno a nord e la Maiella a est, dalla quale è separato dalla valle del fiume Orta. Inserito nel territorio della comunità montana della Maiella e del Morrone, interessa i territori dei comuni di Caramanico Terme, Corfinio, Pacentro, Pratola Peligna, Roccacasale, Salle, Sant'Eufemia a Maiella, Sulmona e Tocco da Casauria, e ricade nel territorio del parco nazionale della Maiella, con il monte Rotondo compreso nel perimetro dell'omonima riserva assieme a quello della Grotta.

## Etimologia
Il nome "Morrone" deriva dal termine "murrone", col significato di "roccia"; è un toponimo condiviso da alcune località geografiche tra loro distanti nell'Italia meridionale.

## Descrizione

### Geografia

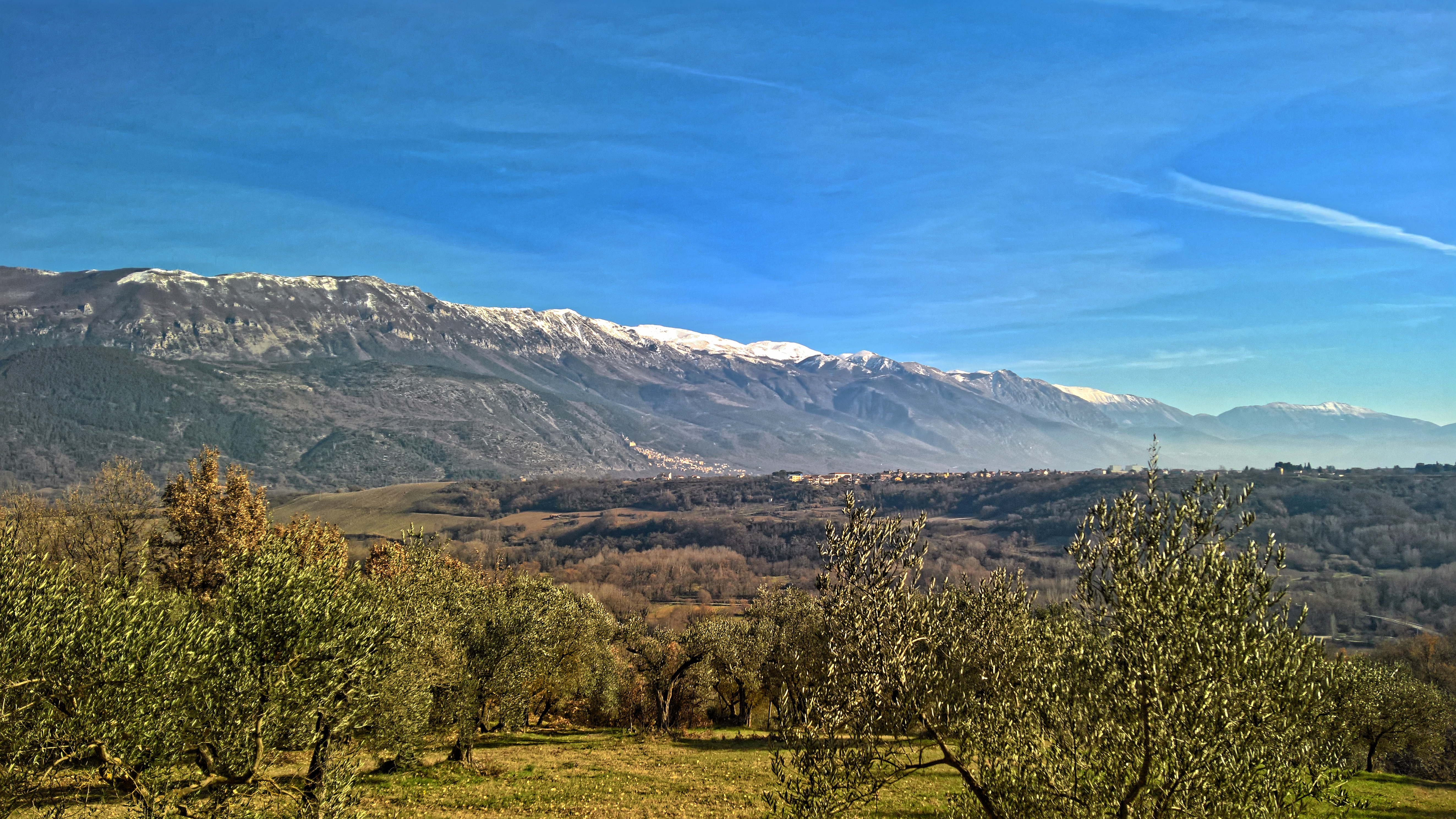
Versante occidentale delle montagne del Morrone

Il gruppo montuoso è costituito da una dorsale stretta ed allungata, compatta ed aspra al contempo, costituita da rocce calcaree e dolomitiche ippuritiche del Cretacico sovrapposte a terreni arenacei ed argillosi, che precipitano nella piana di Sulmona tra balze rocciose scoscese, sulla cui sommità si trovano le cime principali del gruppo. Nel versante est il passo San Leonardo le divide dal massiccio della Maiella propriamente detto, mentre a nord le gole di Popoli le separano dai monti del Gran Sasso.

### Cime del gruppo

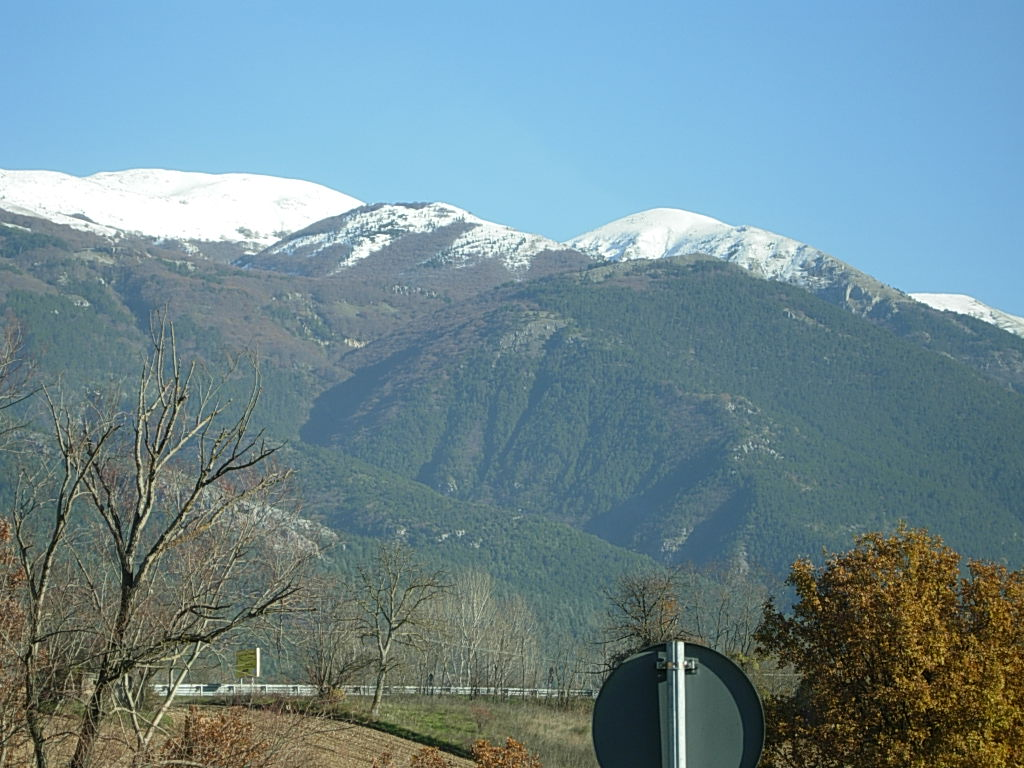
Monte Morrone

- Monte Morrone (2061 m)[2];
- Monte Le Mucchia (1986 m)[2];
- Monte Mileto (1920 m)[2];
- Monte Rotondo (1731 m)[2];
- Monte Corvo (1128 m)[2];
- Monte della Grotta (1084 m)[2].

### Flora e fauna
La vegetazione è costituita sui versanti boscosi sopra i 1000 m dalla faggeta e dal pino mugo, mentre le parti più elevate sono occupate da una prateria a festuca circummediterranea che ospita una rara specie di orchidea, la nigritella di Widder. La fauna è rappresentata da frequentazioni di esemplari di aquila reale, cervo, falco pellegrino, gufo reale, lupo appenninico, muflone, orso bruno marsicano e vipera dell'Orsini. Un tempo, fino all'inizio del XX secolo, si poteva incontrare anche il gipeto.

## Storia

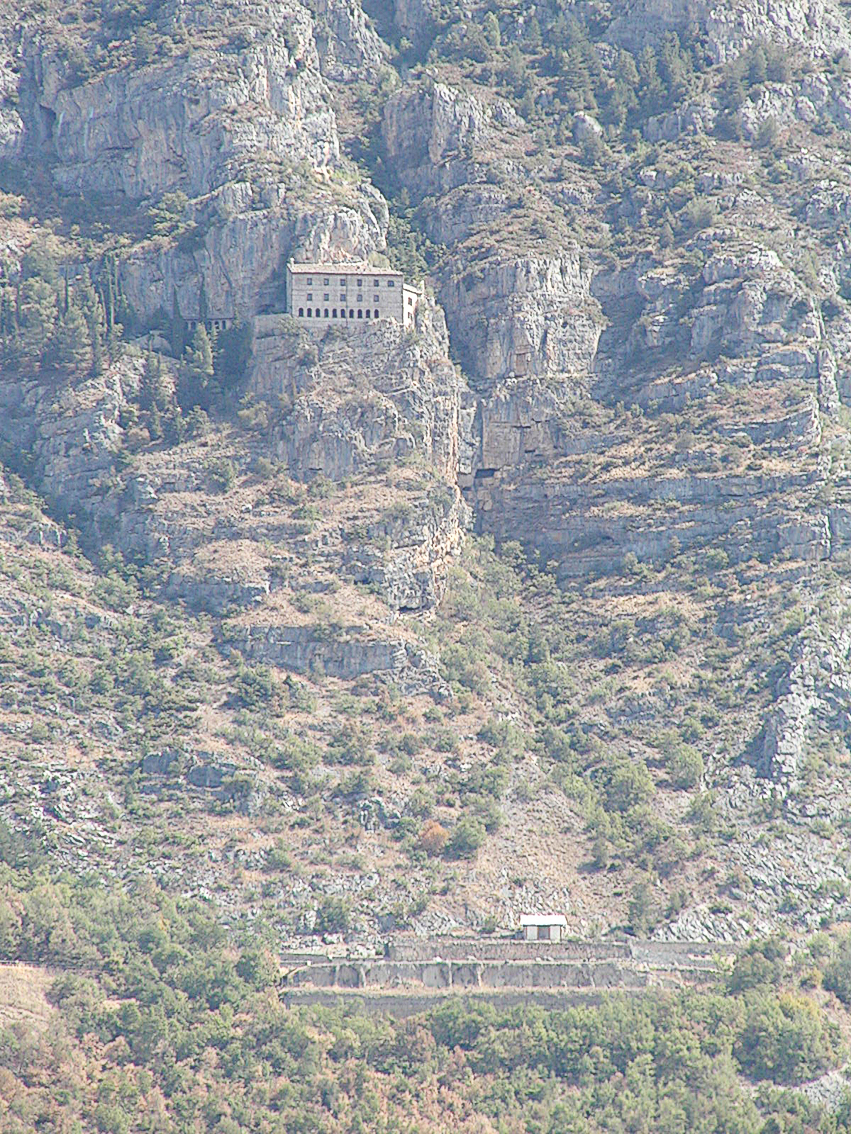
L'eremo di Sant'Onofrio al Morrone con sotto il santuario di Ercole Curino

Su una terrazza del monte Morrone si trovano i resti della presunta villa di Ovidio presso la Badia Morronese del XIII secolo (da qui, seguendo un sentiero, si sale all'eremo di Sant'Onofrio); la villa è stata riconosciuta come il santuario di Ercole Curino. Nel santuario fu rinvenuta una statuetta bronzea dell'Ercole in riposo, considerata da alcuni studiosi un originale di Lisippo, conservata nel museo archeologico nazionale d'Abruzzo, a Chieti.
Sul monte Morrone si trovano anche due grotte, di cui una posta sopra Sulmona, dove vi è l'eremo di Sant'Onofrio, e l'altra situata nei pressi della chiesa di Santa Maria di Segezzano, nelle quali visse in solitudine il frate Pietro da Morrone, divenuto papa Celestino V nel 1294. Nella prima vi si ritirò nel 1239, mentre nella seconda nel 1241, dopo aver trascorso un anno di studi nel seminario romano; cinque anni più tardi, nel 1246, fece ritorno nell'eremo di Sant'Onofrio.
Nel 1997 il luogo divenne tristemente noto in seguito ad un caso di cronaca nera passato alla storia come il "delitto del Morrone".
Dal 19 agosto al 6 settembre 2017 il massiccio è stato interessato da un violento incendio di matrice dolosa che ha distrutto pesantemente parte della vegetazione e delle infrastrutture presenti. Tale avvenimento si è riverificato anche sei anni dopo, tra il 25 luglio e il 1º agosto 2023.